# Năng lượng hạt nhân

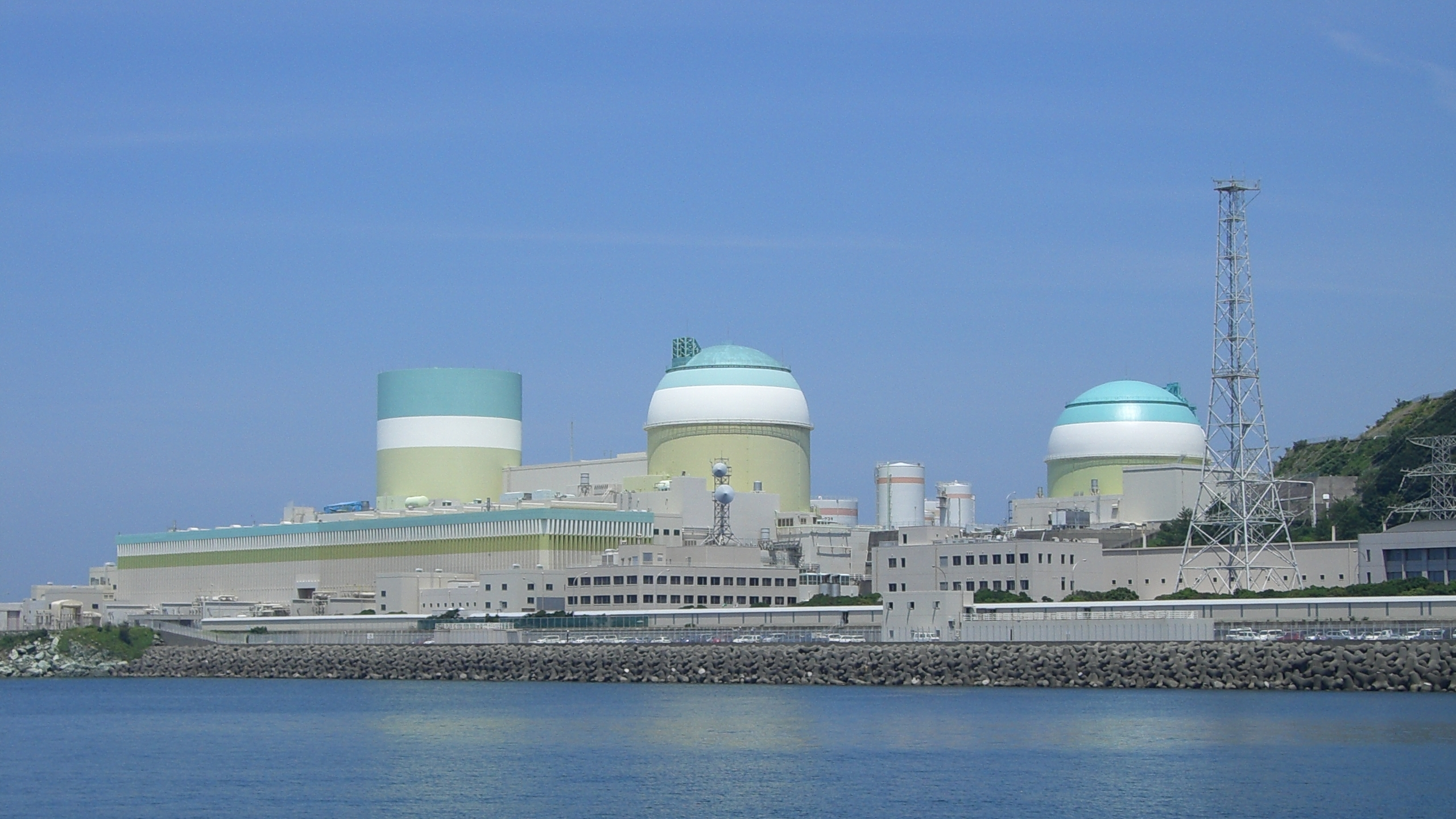
Nhà máy điện hạt nhân Ikata, lò phản ứng nước áp lực làm lạnh bằng chất lỏng trao đổi nhiệt thứ cấp với đại dương.

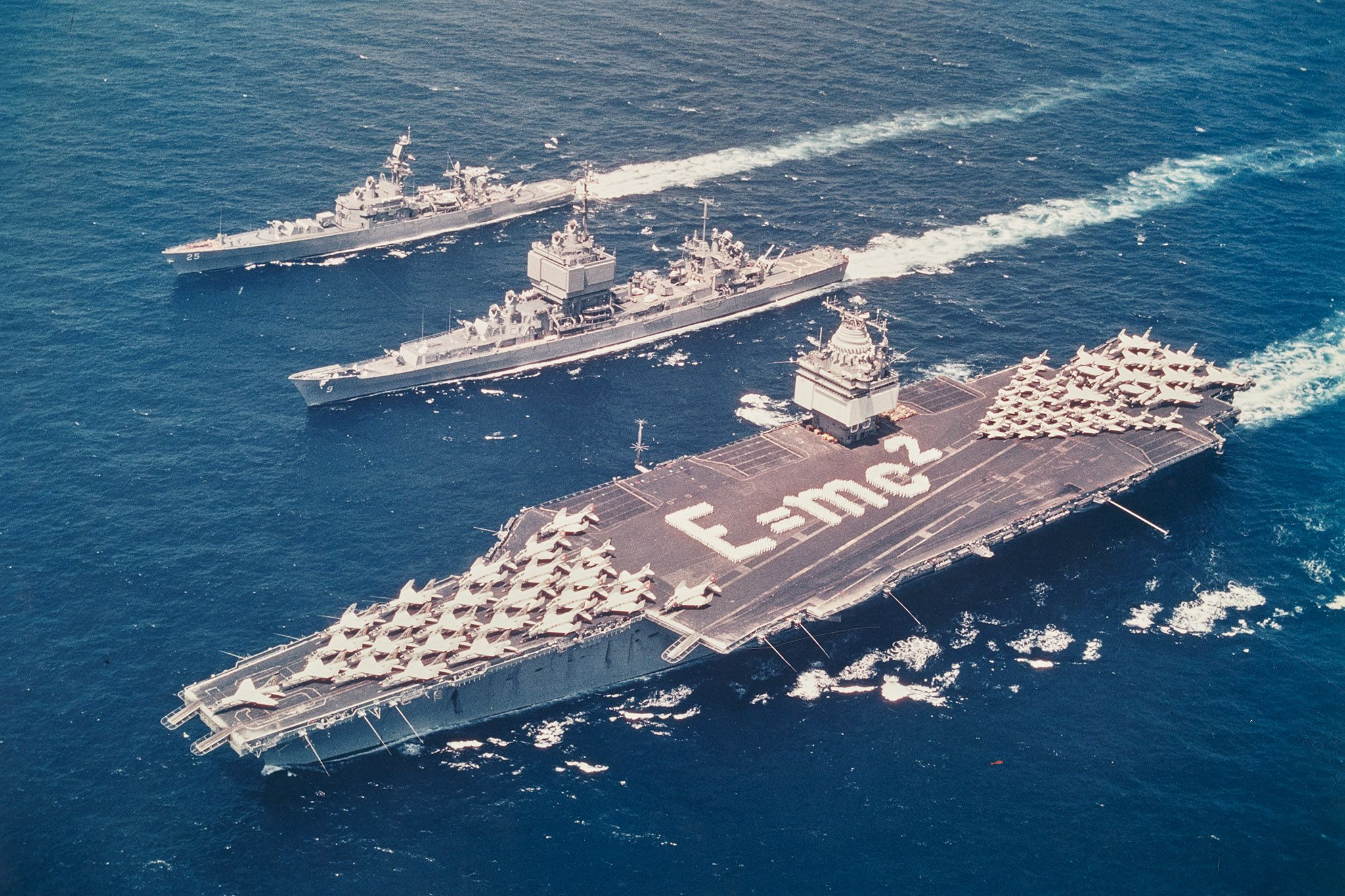
Ba loại tàu năng lượng hạt nhân, từ trên xuống là: tuần dương hạm USS Bainbridge và USS Long Beach với USS Enterprise là hàng không mẫu hạm vận hành bằng năng lượng hạt nhân đầu tiên năm 1964. Các thủy thủ vẽ công thức E=mc² của Einstein lên sàn tàu.

Năng lượng hạt nhân hay năng lượng nguyên tử là một loại công nghệ hạt nhân được thiết kế để tách năng lượng hữu ích từ hạt nhân nguyên tử thông qua các lò phản ứng hạt nhân có kiểm soát. Phương pháp duy nhất được sử dụng hiện nay là phân hạch hạt nhân, mặc dù các phương pháp khác có thể bao gồm tổng hợp hạt nhân và phân rã phóng xạ. Tất cả các lò phản ứng với nhiều kích thước và mục đích sử dụng khác nhau đều dùng nước được nung nóng để tạo ra hơi nước và sau đó được chuyển thành cơ năng để phát điện hoặc tạo lực đẩy. Năm 2007, 14% lượng điện trên thế giới được sản xuất từ năng lượng hạt nhân. Có hơn 150 tàu chạy bằng năng lượng hạt nhân và một vài tên lửa đồng vị phóng xạ đã được sản xuất.

## Sử dụng

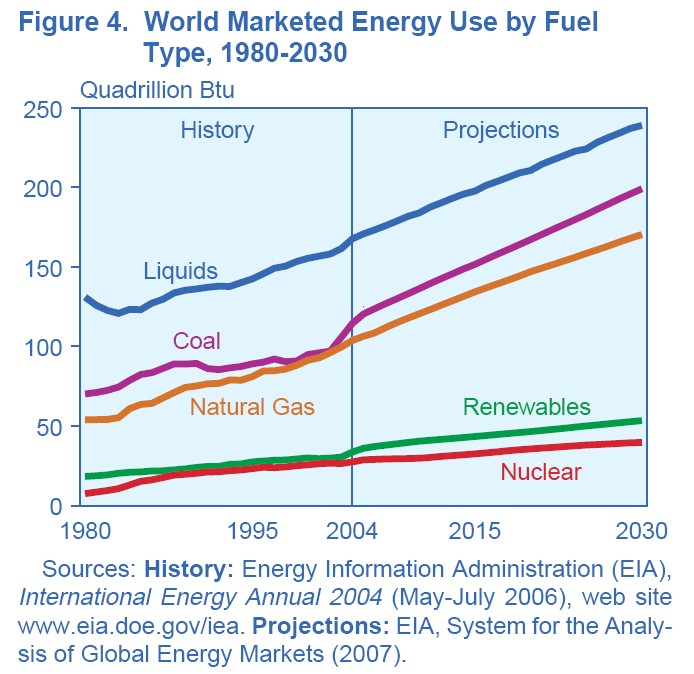
Lịch sử và dự án sử dụng năng lượng trên thế giới phân theo nguồn năng lượng giai đoạn 1980-2030, Nguồn: International Energy Outlook 2007, Cục Thông tin Năng lượng Hoa Kỳ (EIA).

Công suất lắp đặt và phát điện từ năng lượng hạt nhân, 1980 - 2011 (EIA).

Hiện trạng sử dụng năng lượng hạt nhân toàn cầu. Nhấn vào hình để xem chú dẫn.

Đến năm 2005, năng lượng hạt nhân cung cấp 2,1% nhu cầu năng lượng của thế giới và chiếm khoảng 15% sản lượng điện thế giới, trong khi đó chỉ tính riêng Hoa Kỳ, Pháp, và Nhật Bản sản lượng điện từ hạt nhân chiếm 56,5% tổng nhu cầu điện của ba nước này. Đến năm 2007, theo báo cáo của Cơ quan Năng lượng Nguyên tử Quốc tế (IAEA) có 439 lò phản ứng hạt nhân đang hoạt động trên thế giới, thuộc 31 quốc gia.
Năm 2007, sản lượng điện hạt nhân trên thế giới giảm xuống còn 14%. Theo IAEA, nguyên nhân chính của sự sụt giảm này là do một trận động đất xảy ra vào ngày 16 tháng 7 năm 2007 ở phía tây Nhật Bản, làm cho nước này ngưng tất cả bảy lò phản ứng của nhà máy điện hạt nhân Kashiwazaki-Kariwa. Một vài nguyên nhân khác như "ngưng hoạt động bất thường" do thiếu nhiên liệu đã xảy ra ở Hàn Quốc và Đức. Thêm vào đó là sự gia tăng hệ số tải của các lò phản ứng để đáp ứng nhu cầu sử dụng chỉ diễn ra trong một thời gian ngắn (cao điểm).
Hoa Kỳ sản xuất nhiều năng lượng hạt nhân nhất cung cấp 19% lượng điện tiêu thụ, trong khi đó tỷ lệ điện hạt nhân của Pháp là cao nhất trong sản lượng điện của nước này đạt 78% vào năm 2006. Trong toàn Liên minh châu Âu, năng lượng hạt nhân cung cấp 30% nhu cầu điện. Chính sách năng lượng hạt nhân có sự khác biệt giữa các quốc gia thuộc Liên minh châu Âu, và một vài quốc gia khác như Úc, Estonia, và Ireland, không có các trạm năng lượng hạt nhân hoạt động. Khi so sánh với các quốc gia khác thì Pháp có nhiều nhà máy điện hạt nhân, tổng cộng là 16 tổ hợp đang sử dụng.
Ở Hoa Kỳ, doanh thu của ngành điện hạt nhân là 33 tỷ đô la Mỹ, tăng trưởng trung bình giai đoạn 2007-2012 là 2,7%/năm..
Bên cạnh đó, một số tàu quân sự và dân dụng (như tàu phá băng) sử dụng động cơ đẩy hạt nhân biển, một dạng của động cơ đẩy hạt nhân. Một vài động cơ đẩy không gian được phóng lên sử dụng các lò phản ứng hạt nhân có đầy đủ chức năng: loạt tên lửa của Liên Xô RORSAT và SNAP-10A của Hoa Kỳ.
Trên phạm vi toàn cầu, việc hợp tác nghiên cứu quốc tế đang tiếp tục triển khai để nâng cao độ an toàn của việc sản xuất và sử dụng năng lượng hạt nhân như các nhà máy an toàn bị động, sử dụng phản ứng tổng hợp hạt nhân, và sử dụng nhiệt của quá trình như trong sản xuất hydro để lọc nước biển, và trong hệ thống sưởi khu vực.

### Những năm trước đây

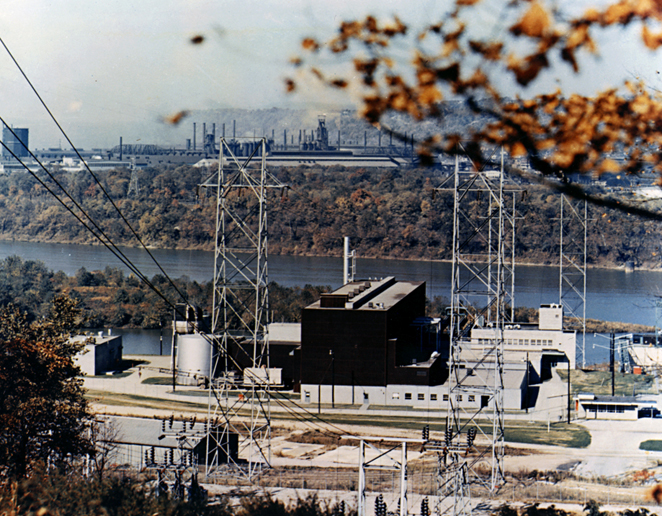
Trạm năng lượng nguyên tử Shippingport trên Shippingport, Pennsylvania là lò phản ứng thương mại đầu tiên ở Hoa Kỳ và được vận hành năm 1957.

### Sự phát triển

Lịch sử sử dụng năng lượng hạt nhân (trên) và số lượng các nhà máy điện hạt nhân hoạt động.

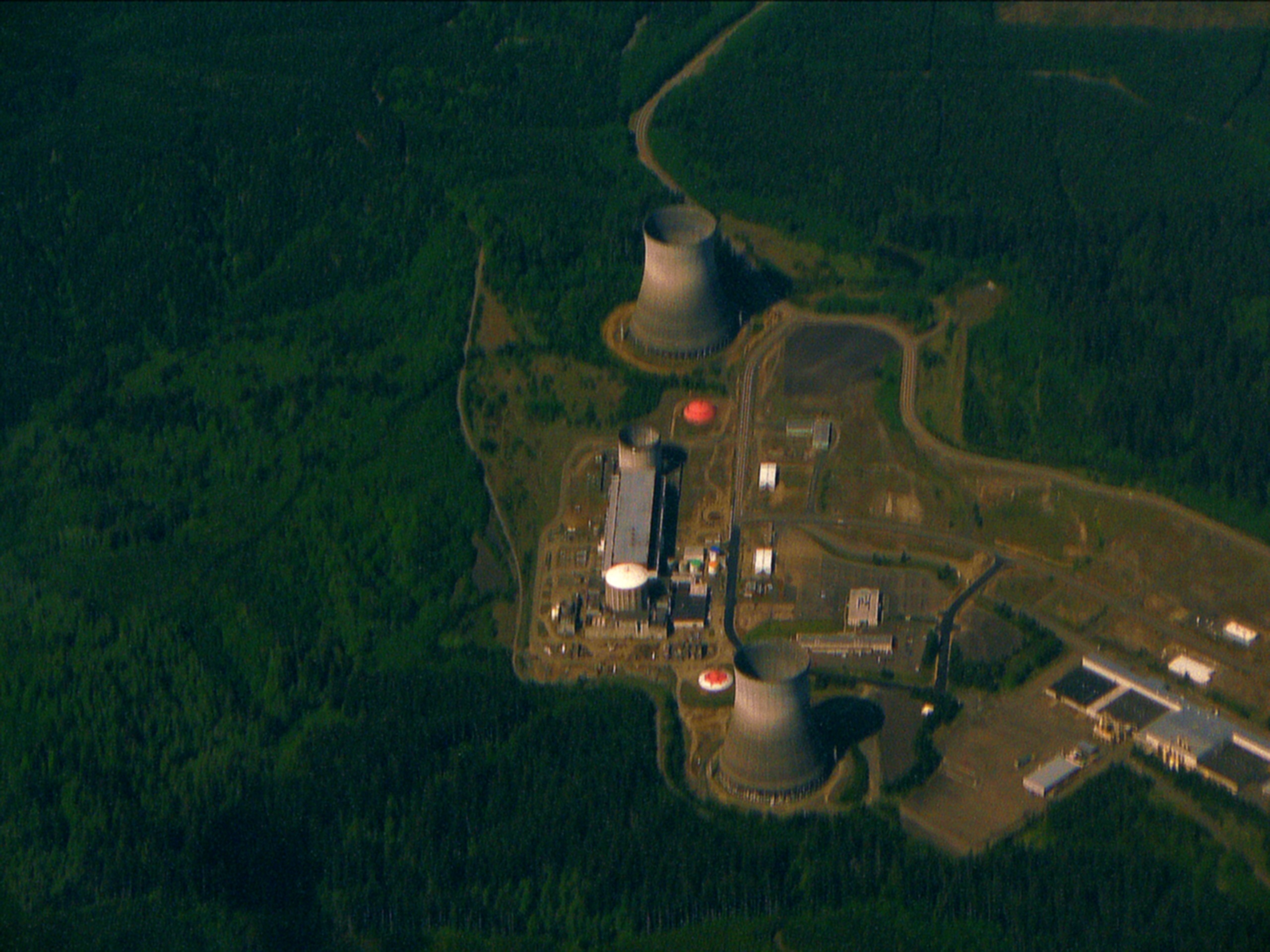
Hệ thống cung cấp năng lượng công cộng Washington Các nhà máy điện hạt nhân số 3 và 5 không bao giờ được hoàn thành.

### Đảo Three Mile và Chernobyl

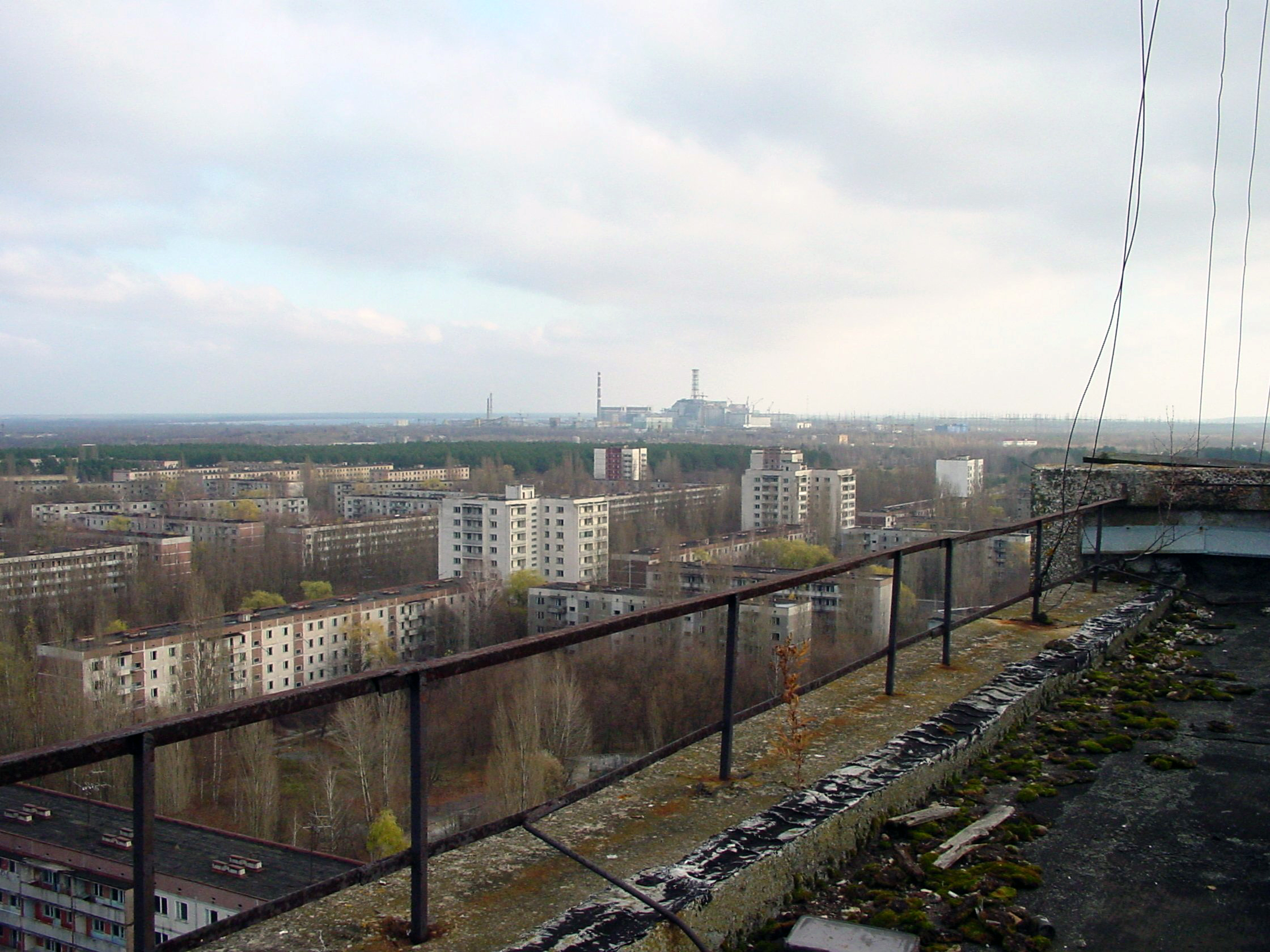
Thành phố bị bỏ hoang Pripyat với cây Chernobyl ở đằng xa.

### Post-Fukushima

Tám trong số mười bảy lò phản ứng hoạt động ở Đức đã bị đóng cửa vĩnh viễn như một phần của Đức Energiewende.

## Triển vọng

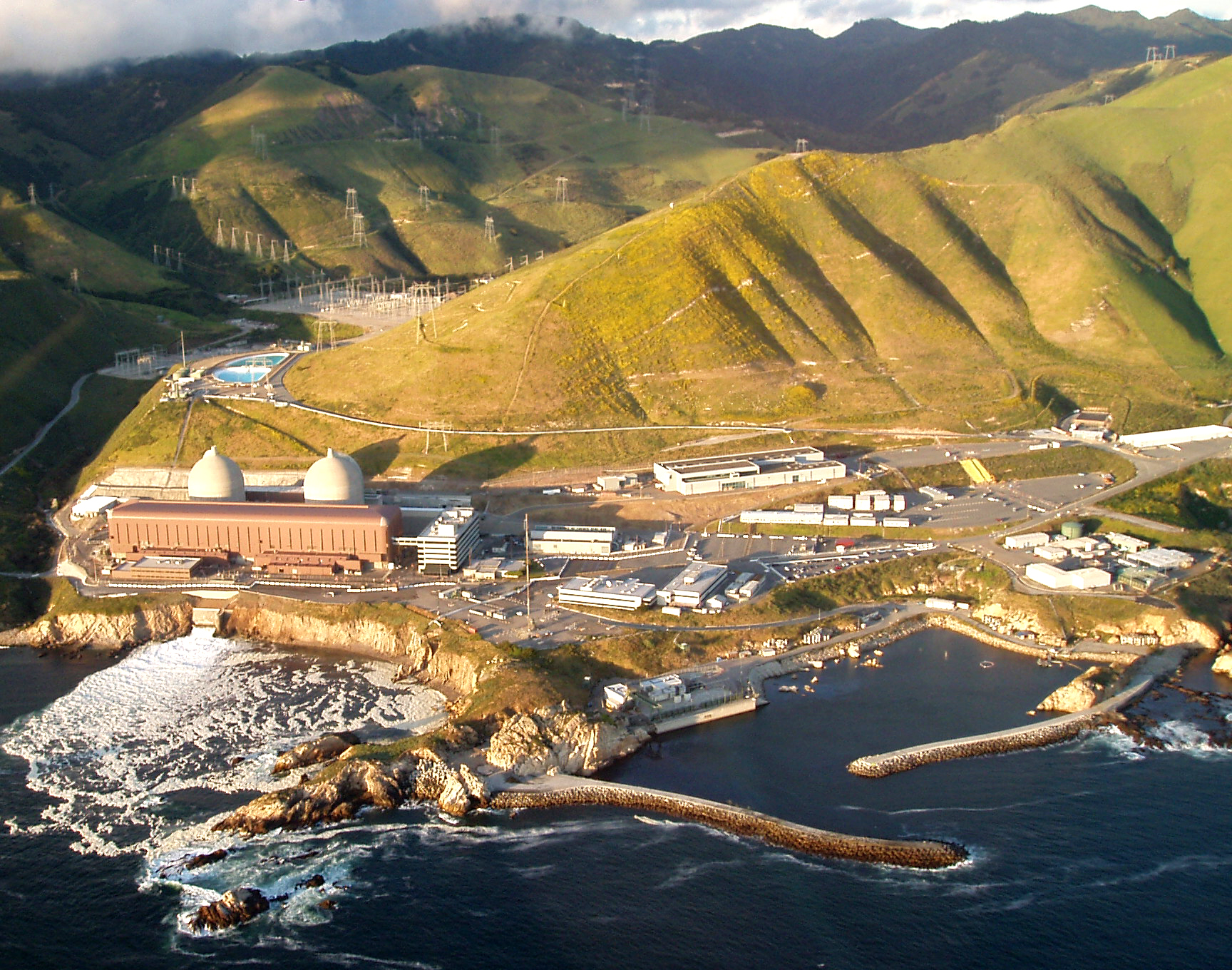
Nhà máy điện hạt nhân Diablo Canyon ở San Luis Obispo County, California, Hoa Kỳ

## Công nghệ lò phản ứng hạt nhân

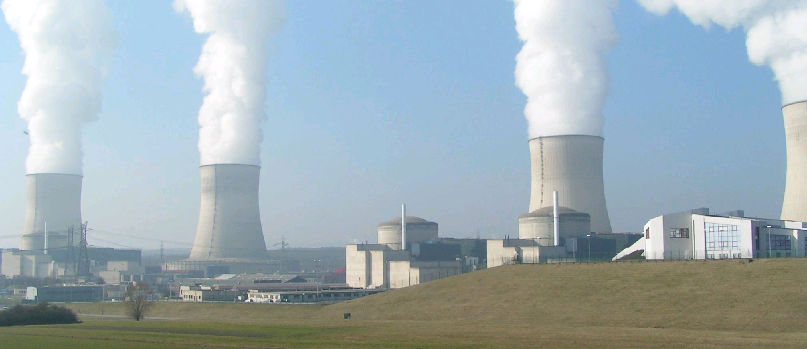
Nhà máy năng lượng hạt nhân Cattenom.

## Tuổi thọ

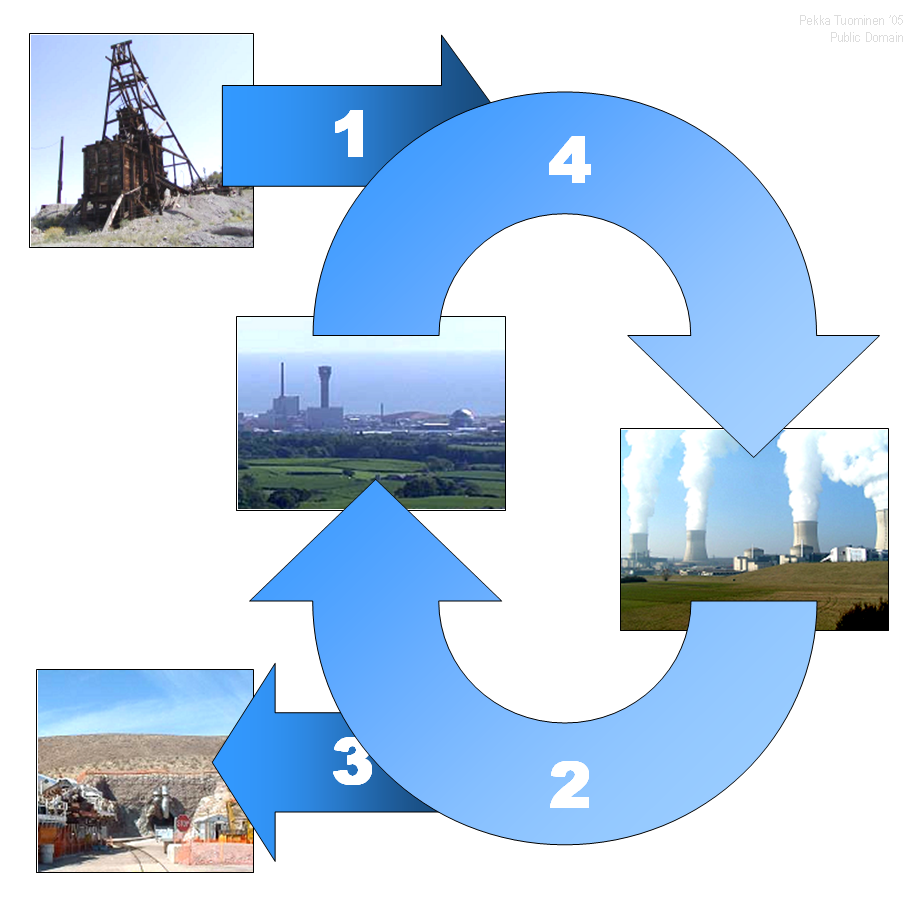
Chu trình nguyên liệu hạt nhân bắt đầu khi urani được khai thác, làm giàu, và chế tạo thành nguyên liệu hạt nhân, (1) đưa đến nhà máy năng lượng hạt nhân. Sau khi sử dụng ở nhà máy, nguyên liệu đã qua sử dụng được đưa tới nhà máy tái xử lý (2) hoặc kho chứa cuối cùng (3). Trong quá trình tái xử lý 95% nguyên liệu đã sử dụng có thể được thu hồi để đưa trở lại nhà máy năng lượng (4).

## Lịch sử